# ارس ژاپنی
ارس ژاپنی (نام علمی: Juniperus procumbens) نام یک گونه از سرده ارس است.